# Native Deen

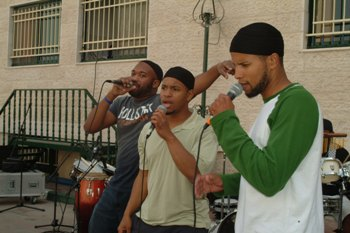
Native Deen bei einem Auftritt an der An-Najah-Schule in Ramallah, Palästina

Native Deen ist eine islamische Musikband aus den USA.

## Gruppenmitglieder
Die Gruppe besteht aus Joshua Salaam, Naeem Muhammad und Abdul-Malik Ahmad. Alle wurden in den USA geboren und wuchsen dort auf.

## Hintergrund ihrer Musik
„Deen“ (Dīn) ist aus dem Arabischen übersetzt und bedeutet „Religion“ oder „Lebensart“. Die Mitglieder von Native Deen sind Muslime und tragen auch traditionelle Kufis und Salwar Kamiz. Die Gruppe sagt selber: „Es ist mehr, als nur den Weg zu finden… Man muss es auch nach dem Gebrauch Leben.“
Die Gruppe verwendet überwiegend Schlagzeug und Percussion-Instrumente, da viele Muslime glauben, dass Blasinstrumente verboten seien.
Die drei Künstler wurden über MYNA (Muslim Youth of North America) bekannt. Beim Album MYNA RAP wurden eingesendete Texte der drei Musiker verwendet, erst danach entschied man sich zu dem Namen Native Deen.
Ihre Alben erscheinen unter dem Label „Mountain of Light“ („Berg des Lichts“), welches von Yusuf Islam (Cat Stevens) gegründet wurde.

## Alben
- Deen You Know 2005
- Not afraid to stand Alone 2007
- The Remedy 2011